# 蛋黃

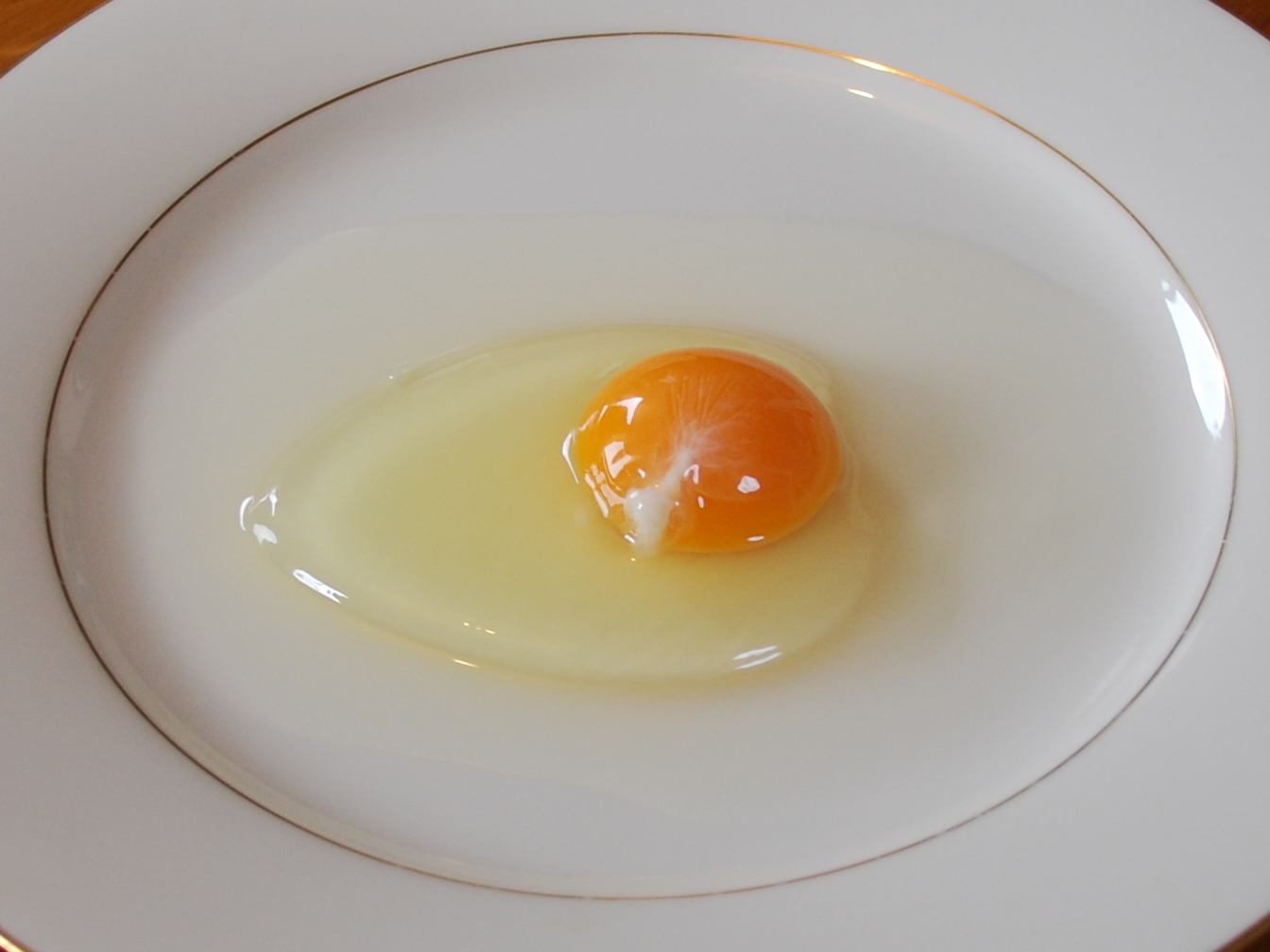
一顆蛋黃被蛋白環繞著

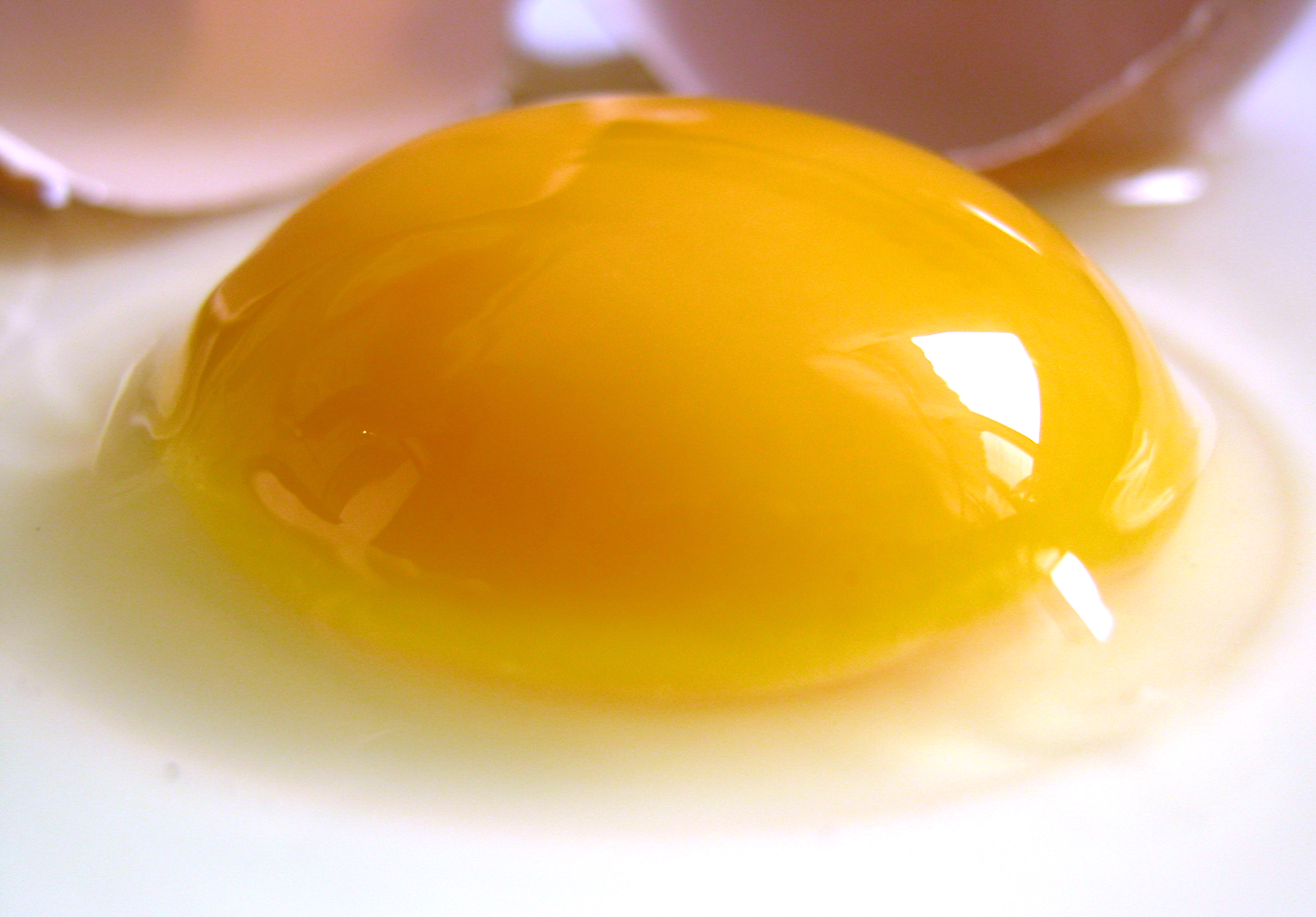
蛋白圍繞著一顆蛋黃

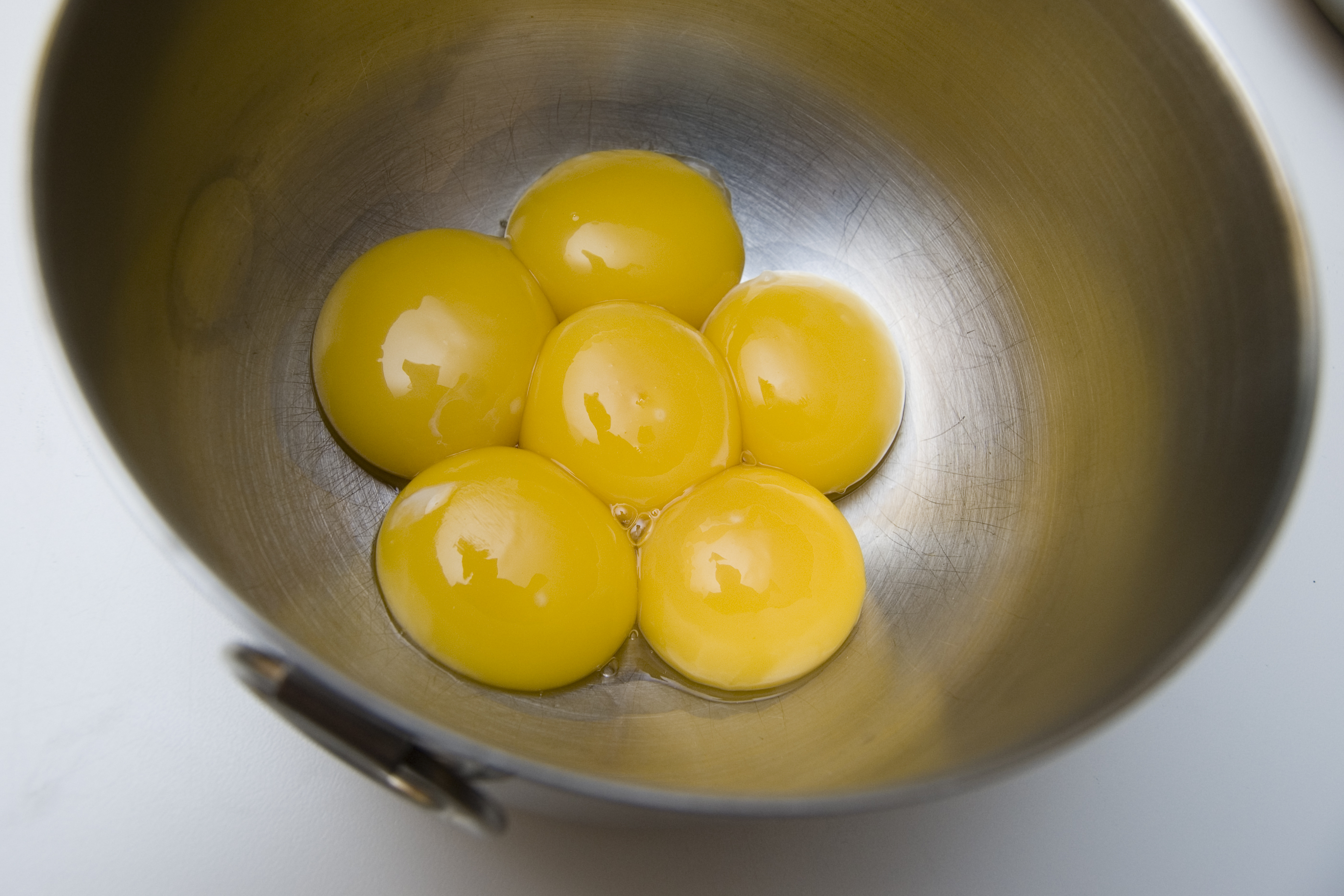
除去蛋白、用於烹飪的蛋黃

蛋黃，又稱卵黃，是指卵（蛋）內的黃色球狀物質，是胚的主要營養來源。與蛋白一樣，蛋黃遇熱後會凝固成固體。

## 位置
鸟、大部分爬行类、大部分昆虫的卵黄都是在卵细胞外面。
其他动物，例如一些小型鱼和两栖类的卵黄是在卵细胞里面，不组成一个分开的器官。

### 鸟蛋
鸟实际的卵细胞很小，在鸡蛋中只是一个蛋黄旁边的白点，必須仔細看才能發現。蛋黄和卵细胞一起包在卵黄膜里。膜的兩端各有一條卵带，功用是將蛋黃固定在蛋白裡面。蛋白的功用并不是很清楚。

## 雞蛋黃的成分
蛋黃在雞蛋中佔了約33%液體的重量；它有約60卡的熱量，為蛋白的三倍。
一顆較大的雞蛋（總重50克，蛋黃重17克）含有大約：蛋白質2.7克、膽固醇0.21克、碳水化合物0.61克、總脂肪4.51克。（美國農業部營養數據庫）
蛋黃內含有所有脂溶性維生素（A、D、E與K）。蛋黃是少數天然含有維生素D的食物。
蛋黃成分內脂肪酸的普遍比例（按重計）如下：
- 不飽和脂肪酸：
  - 油酸 47%
  - 亞麻油酸 16%
  - 棕櫚亞酸 5%
  - 次亞麻油酸 2%
- 飽和脂肪酸：
  - 棕櫚酸 23%
  - 硬脂酸 4%
  - 肉豆蔻酸 1%

蛋黃是汲取卵磷脂、乳化劑與表面活性劑的來源。
蛋黃的黃顏色則是因含有黃體素與玉米黃質，其為黃或橙色的類胡蘿蔔素，稱為葉黃素。

## 外部連結
- 一顆雞蛋的解剖學 （页面存档备份，存于） 於 美國探索博物館
- 雞蛋 於 美國農業部農業營銷服務處
- 繪製蛋彩畫（页面存档备份，存于） 於 蛋彩畫畫家學會